# Willmore Wilderness Park
Willmore Wilderness Park ist ein durch Alberta Municipal Affairs administriertes Naturschutzgebiet am Osthang der Rocky Mountains.
Der Park wurde 1959 geschaffen und nach dem ehemaligen Minister der Provinzregierung Norman A. Willmore benannt.
Das 4.597 km² große Schutzgebiet befindet sich unmittelbar nördlich des wesentlich leichter zugänglichen Jasper-Nationalparks, auch in die anderen Richtungen schließen sich weitere Schutzgebiete unterschiedlicher Prägung an:
- Kakwa Wildland Park (nördlich)
- Kakwa Provincial Park and Protected Area (westlich, in British Columbia)
- Rock Lake-Solomon Creek Wildland Park (südöstlich)

Der Park erreicht im Tal des Smoky River eine Höhe von etwa 300 m, die Gipfelregionen ragen bis 3216 m (Mount Bess), Resthaven Icefield und Chown Glacier liegen in der Grenzregion zum Jasper-Nationalpark.
Ein direkter Zugang zum Park besteht nicht, motorisierter Verkehr ist nicht gestattet, so dass ein Zugang nur zu Fuß, per Pferd, Ski, Kanu oder Mountainbike möglich ist. Der Park bietet außer einigen Ranger-Stationen, welche auch durch Besucher genutzt werden können, keinerlei touristischer Infrastruktur; wichtigster Zugangspunkt ist Grande Cache an der Bighorn Route.
Der Park beherbergt ein Fünftel aller in Alberta vorkommenden Dickhornschafe und bedeutsame Populationen von Schneeziegen, Grizzlies, Berg-Karibus, Wapitis, Pumas und Wölfe. In den subalpinen Gebieten sind darüber hinaus Weißwedelhirsch und Maultierhirsch sowie Schwarzbär, Luchs, Vielfraß und Kojote verbreitet; die alpine Region dagegen ist Heimat der Murmeltiere, Pfeifhasen und Schneehühner. Darüber hinaus gibt es weitere Kleinsäuger und Vögel.
Der Baumbestand setzt sich zu weiten Teilen aus Weiß-Fichte, Küsten-Kiefer, Balsam-Tanne und Espe zusammen.
Auf dem Gelände des Parks befinden sich auch mehrere kulturhistorisch interessante Stätten, beispielsweise ein Friedhof der Ureinwohner an den Big Grave Flats oder einige Steinkohle-Minen der Pionierzeit.